# Мидори Хонда
Мидори Хонда (јап. 本田 美登里; 16. новембар 1964) бивша је јапанска фудбалерка.

## Репрезентација
За репрезентацију Јапана дебитовала је 1981. године. Са репрезентацијом Јапана наступала је на Светско првенство у фудбалу за жене 1991. За тај тим одиграла је 43 утакмице.

## Статистика
| Јапан  | Јапан | Јапан |
| Год.   | Ута.  | Гол.  |
| ------ | ----- | ----- |
| 1981   | 5     | 0     |
| 1982   | 0     | 0     |
| 1983   | 0     | 0     |
| 1984   | 3     | 0     |
| 1985   | 0     | 0     |
| 1986   | 6     | 0     |
| 1987   | 4     | 0     |
| 1988   | 3     | 0     |
| 1989   | 8     | 0     |
| 1990   | 5     | 0     |
| 1991   | 9     | 0     |
| Укупно | 43    | 0     |